# شيرمان ر. مولتون
شيرمان ر. مولتون (بالإنجليزية: Sherman R. Moulton)‏ هو محامي أمريكي، ولد في 10 يونيو 1876 في نيويورك في الولايات المتحدة، وتوفي في 16 يونيو 1949.